# Phẫu tích
Phẫu tích (tiếng Anh: dissection, xuất phát từ tiếng Latin dissecare  "cắt thành từng mảnh"; hay còn được gọi là bóc tách) là sự can thiệp lên cơ thể động vật hoặc thực vật đã chết với mục đích nghiên cứu cấu trúc giải phẫu. Khám nghiệm tử thi là phương thức phẫu thuật chuyên môn cao được sử dụng để nghiên cứu bệnh lý và y học pháp y nhằm xác định nguyên nhân gây tử vong ở người. Việc phẫu tích thực vật và động vật kích cỡ nhỏ được bảo quản trong dung dịch formol, và sử dụng trong các buổi thực hành môn sinh học và khoa học tự nhiên ở trường trung học cơ sở và trung học phổ thông. Còn việc phẫu tích xác người lớn và trẻ em (tươi hoặc đã được bảo quản) là công việc của sinh viên y khoa đào tạo ở trường y, trong các bộ môn như giải phẫu học, bệnh lý học và y học pháp y. Do đó, phẫu tích thường tiến hành trong nhà xác hoặc trong phòng thí nghiệm giải phẫu.
Phẫu tích là phương pháp được sử dụng trong nhiều thế kỷ để khám phá giải phẫu. Công việc này gây nên nhiều cuộc tranh cãi và phản đối, do vậy một giải pháp thay thể là phẫu tích ảo trên phần mềm giải phẫu điện toán (computer models).

## Tổng quan
Cơ thể thực vật và động vật được phẫu tích với mục đích phân tích cấu trúc và chức năng của các thành phần bên trong. Phẫu tích coi là thao tác để giảng dạy môn sinh học, thực vật học, động vật học, và khoa học thú y, thậm chí trong các nghiên cứu về nghệ thuật. Trong trường y, sinh viên phẫu tích xác người khi thực hành môn giải phẫu.
Phẫu tích còn được sử dụng để xác định nguyên nhân nạn nhân tử vong trong khám nghiệm tử thi và là phương pháp không thể thiếu của pháp y.
Một nguyên tắc quan trọng trong việc phẫu tích xác người là phải đầy đủ thiết bị phòng bệnh cho người phẫu tích. Để phòng bệnh lây truyền, người phẫu tích phải mặc đồ bảo hộ, đảm bảo môi trường sạch sẽ, nắm vững kỹ thuật phẫu tích  và xét nghiệm tiêu bản trước khi thực hành để xem xem trong xác có chứa virus HIV và viêm gan hay không. Tiêu bản được phẫu tích trong nhà xác hoặc phòng thí nghiệm giải phẫu. Đánh giá tiêu bản sử dụng là mẫu "tươi" hay mẫu "đã chuẩn bị".  Một mẫu "tươi" có thể phẫu tích trong vòng một vài ngày, giữ hầu như toàn bộ các đặc điểm của mẫu vật khi còn sống, sử dụng cho mục đích đào tạo. Một mẫu "đã chuẩn bị" thì bảo quản trong các dung dịch như formalin và được nhà giải phẫu đã có kinh nghiệm phẫu tích trước đó, đôi khi có trợ lý khám nghiệm tử thi (diener) hỗ trợ.

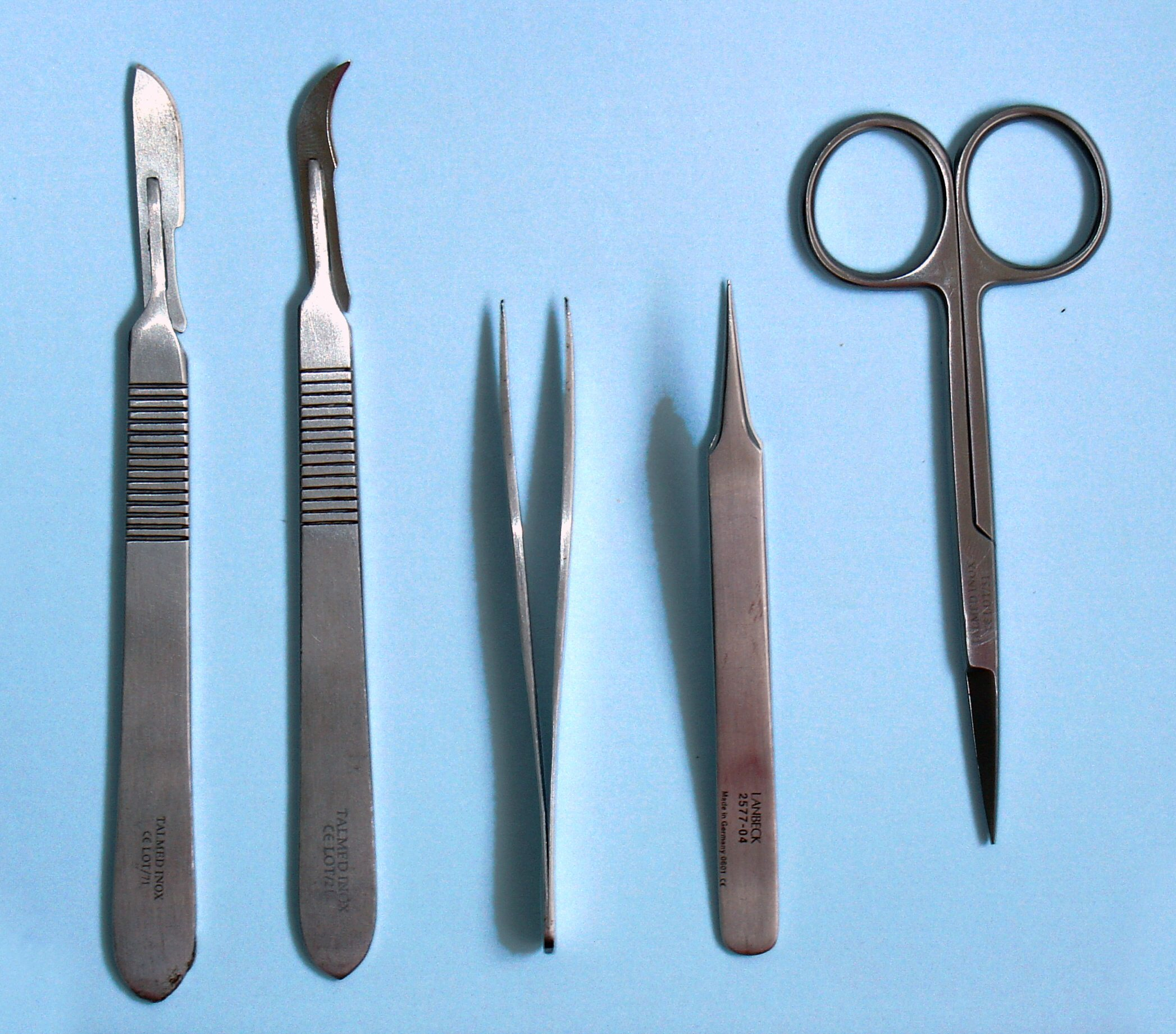
Dụng cụ phẫu tích. Trái sang phải: dao mổ với lưỡi dao số 20 và số 12, hai cái kẹp, một cái kéo

Hầu hết phẫu tích liên quan đến việc cô lập cẩn thận và bóc tách các cơ quan riêng lẻ, được gọi là kỹ thuật Virchow. Một kỹ thuật khác có vẻ cồng kềnh hơn, phải loại bỏ toàn bộ cơ quan nội tạng, được gọi là kỹ thuật Letulle. Kỹ thuật này cho phép một thi thể gửi đến nhà tang lễ mà không cần chờ phẫu tích, vốn rất tốn thời gian khi cô lập từng cơ quan riêng lẻ.  Phương pháp Rokitansky yêu cầu phẫu tích khối nội tạng tại chỗ (in situ), và kỹ thuật Ghon yêu cầu phẫu tích ba khối cơ quan riêng biệt - vùng ngực-cổ, cơ quan tiêu hóa và ổ bụng, cơ quan sinh dục.   Phẫu tích từng cơ quan riêng lẻ giúp tiếp cận vùng không gian xung quanh cơ quan và loại bỏ một cách có hệ thống các chi tiết kết nối giải phẫu của cơ quan đó với cấu trúc xung quanh. Ví dụ, khi muốn lấy quả tim, cần phải cắt các chi tiết kết nối như tĩnh mạch chủ trên và tĩnh mạch chủ dưới. Nếu tồn tại chi tiết kết nối liên quan đến bệnh lý, chẳng hạn như xơ màng ngoài tim, thì vị trí xơ này phải nhấc ra cùng quả tim.

## Tại Hoa Kỳ

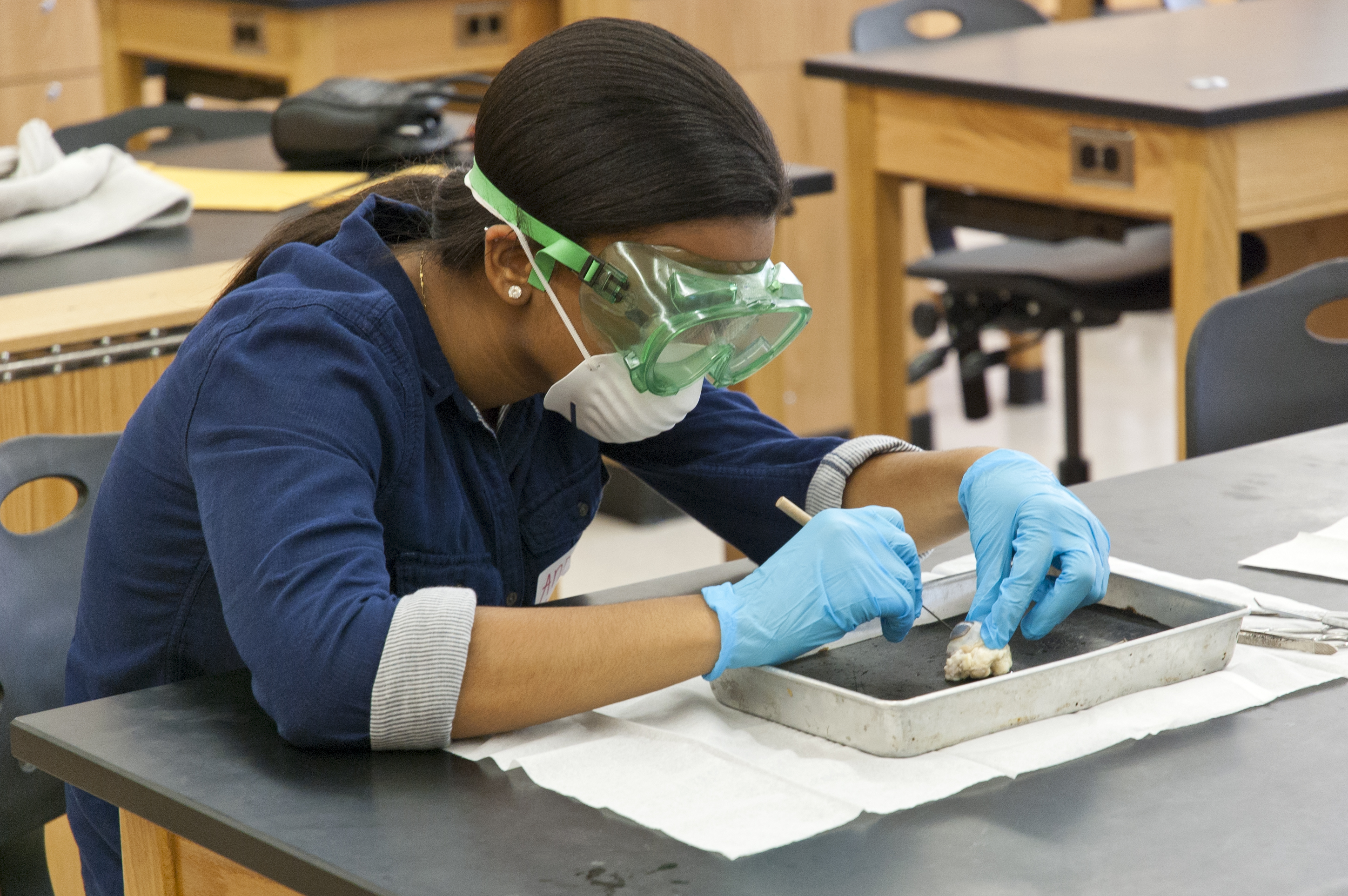
Một học sinh phẫu tích mắt

Ở Hoa Kỳ, việc phẫu tích ếch phổ biến trong các lớp dạy sinh học ở đại học từ những năm 1920. Đến năm 1988, khoảng 75 đến 80% học sinh trung học Mỹ tham gia phẫu tích ếch, với xu hướng trẻ hóa. Ếch hay được lấy từ chi Rana. Ngoài ra học sinh còn phẫu tích thai lợn, cá rô và mèo, giun đất, châu chấu, tôm hùm đất và sao biển. Khoảng 6 triệu động vật (2016) được phẫu tích mỗi năm tại các trường trung học Hoa Kỳ, chưa tính đến số lượng động vật dùng trong đào tạo và nghiên cứu y tế. Hầu hết trong số này được mua từ các lò mổ và trang trại trong trạng thái đã chết.
Vấn đề phẫu tích ở các trường trung học ở Mỹ gây nên tranh cãi vào năm 1987, khi một học sinh ở California tên Jenifer Graham, kiện ngôi trường cô  đang học và yêu cầu cho phép làm dự án thay thế. Tòa án phán quyết rằng yêu cầu phẫu tích bắt buộc của nhà trường là được phép, nhưng Graham có thể yêu cầu phẫu tích một con ếch chết do tự nhiên, chứ không phải là bị giết khi phẫu tích. Vụ kiện đã tạo nên làn sóng những người ủng hộ chống phẫu tích. Graham xuất hiện trong một quảng cáo Máy tính Apple năm 1987 cho phần mềm phẫu tích ảo Operation Frog (phẫu thuật ếch). Tiểu bang California qua Dự luật Quyền Học sinh năm 1988, cho phép học sinh không muốn phẫu tích có thể làm dự án thay thế. Số lượng học sinh từ chối phẫu tích tăng nhanh trong những năm 1990.
Tại Hoa Kỳ, 17 tiểu bang  cùng Washington, D.C. đã ban hành luật hoặc chính sách cho phép học sinh trong giáo dục tiểu học và trung học (12 năm) có thể lựa chọn tham gia phẫu tích hay không. Để khắc phục những lo ngại này, năm 2019 trường trung học JW Mitchell ở New Port Richey, Florida là trường trung học đầu tiên của Mỹ sử dụng ếch tổng hợp để phẫu tích, thay vì ếch thật.
Đối với việc phẫu tích xác chết trong trường đại học và trường y, phẫu tích theo lối truyền thống do các giáo sư và sinh viên thực hành. Các sinh viên cao học và giảng viên đồng ý rằng "Nghiên cứu giải phẫu người dựa trên biểu đồ đầy màu sắc là một chuyện. Sử dụng dao mổ để phẫu tích xác thật là một chuyện hoàn toàn khác. "

## Hình ảnh bổ sung

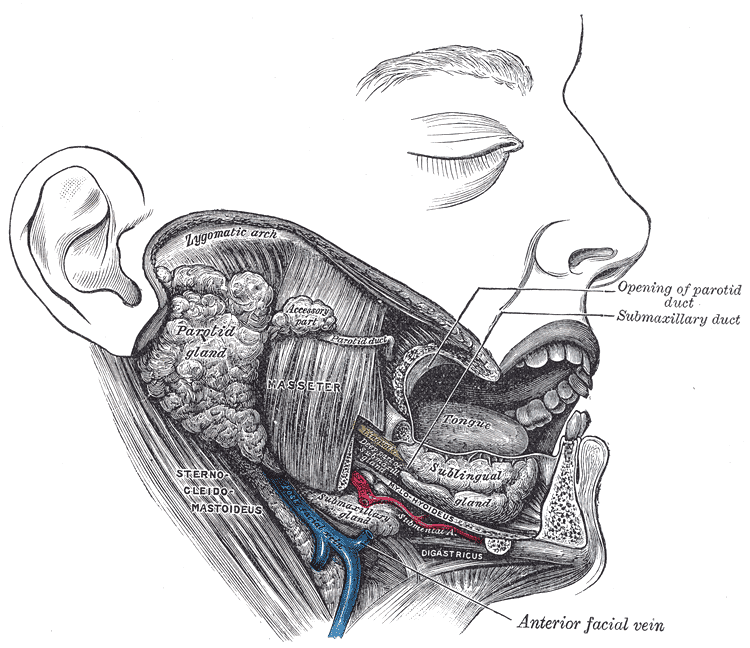
Phẫu tích vùng má người (Sách Giải phẫu Grey, 1918)
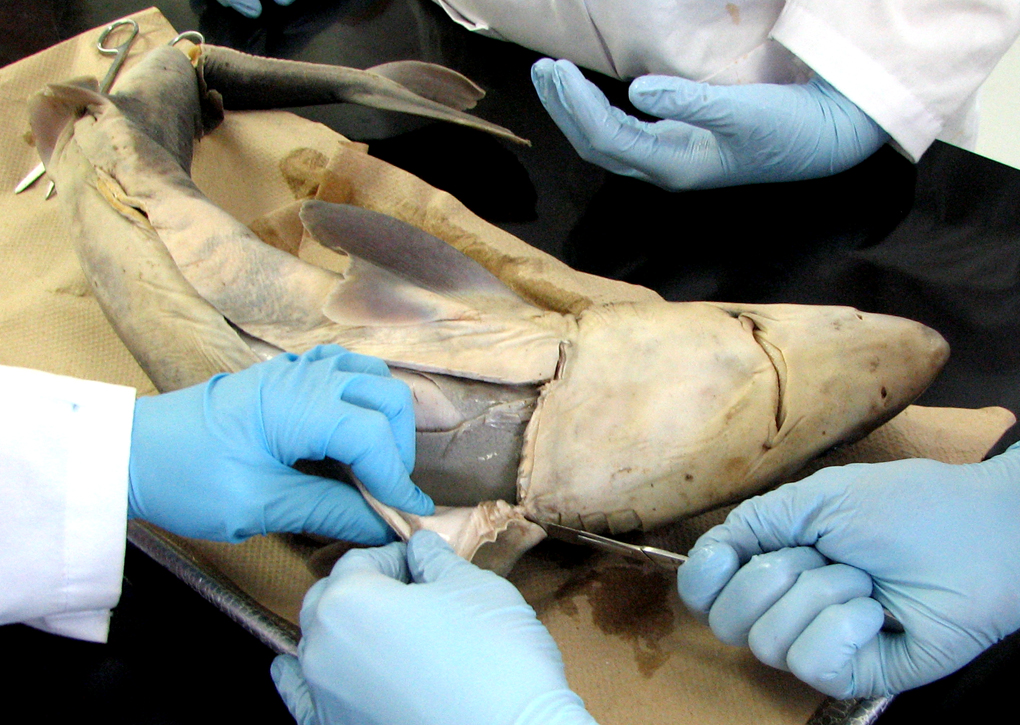
Mổ cá nhám gai
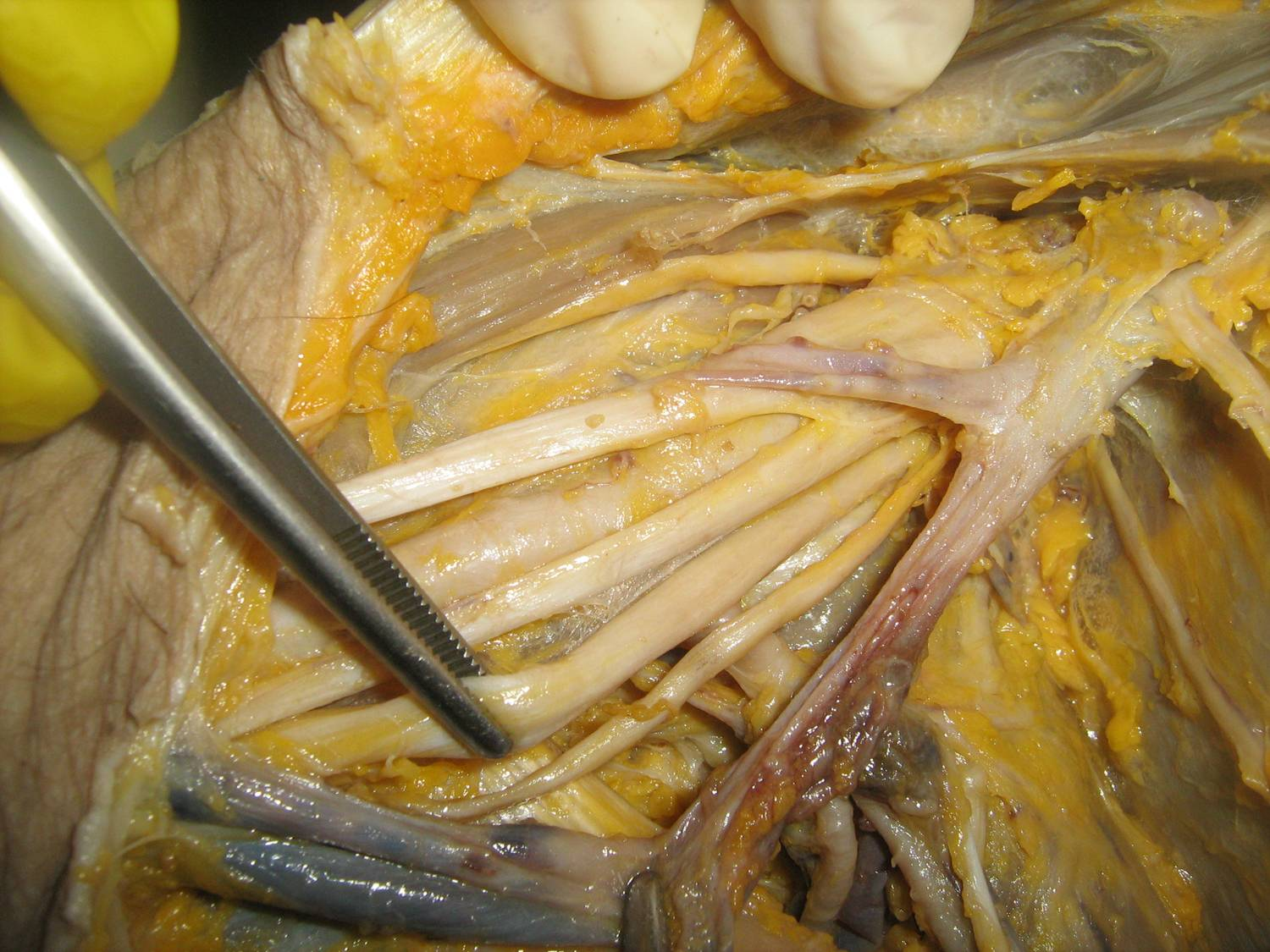
Phẫu tích nách người
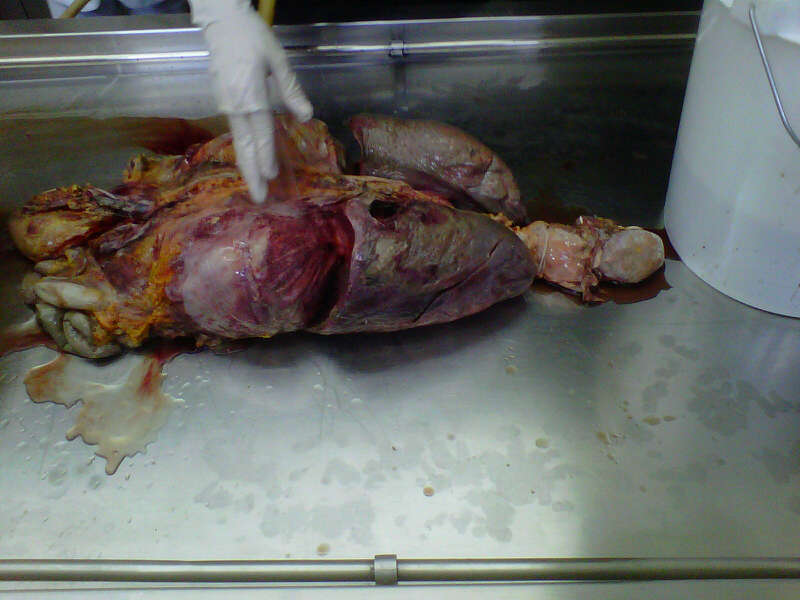
Bụng và ngực người
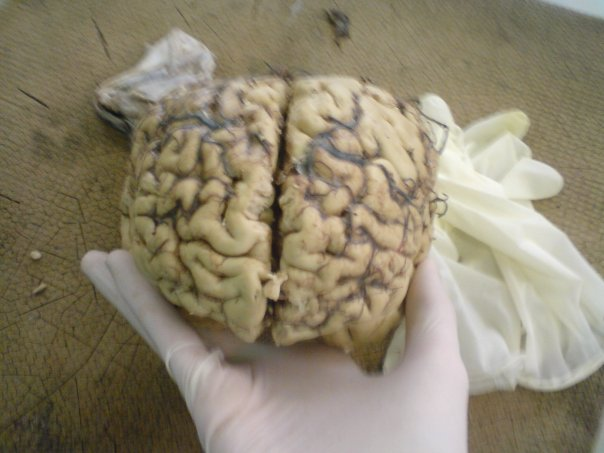
Não bò chuẩn bị phẫu tích
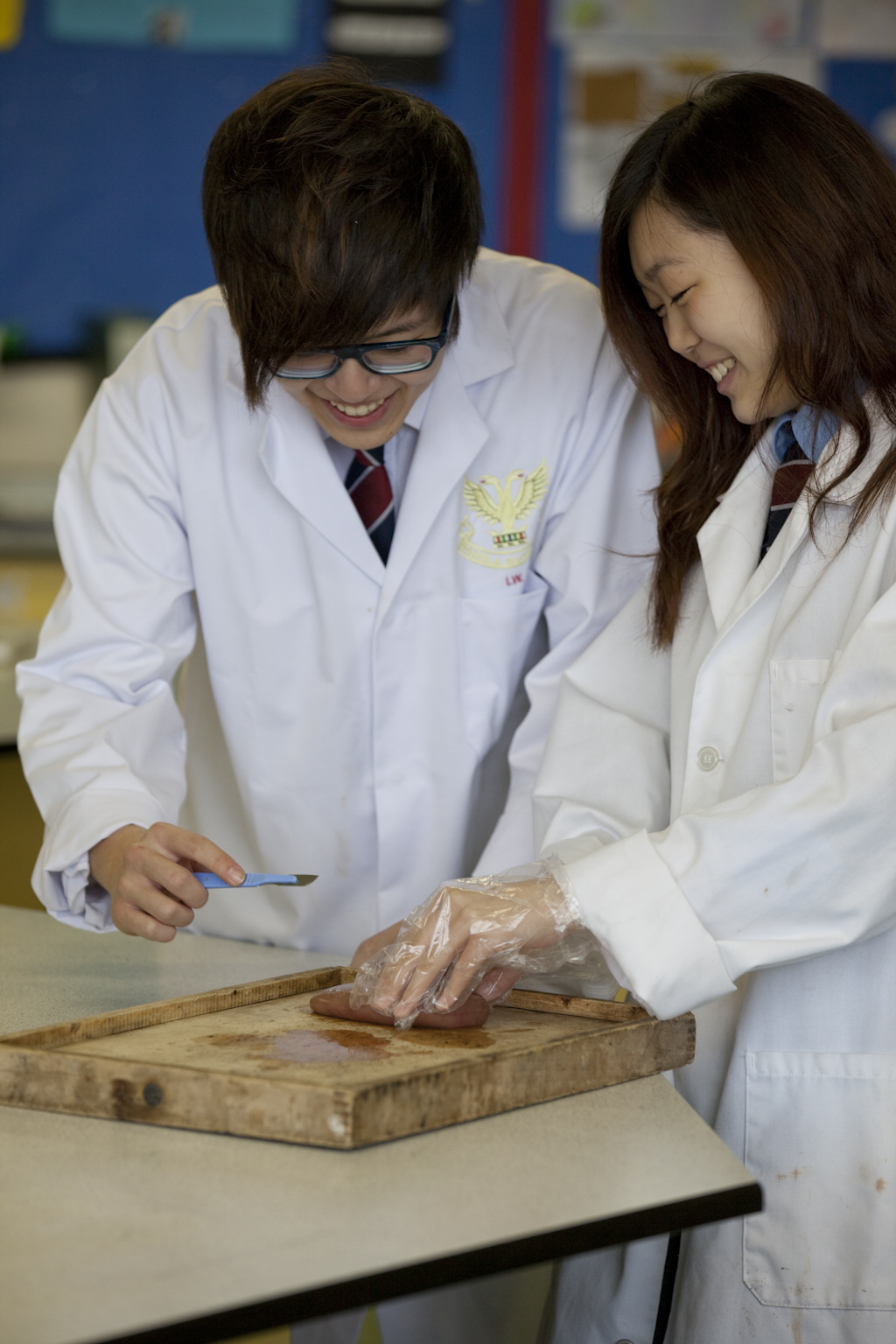
Phẫu tích GCSE
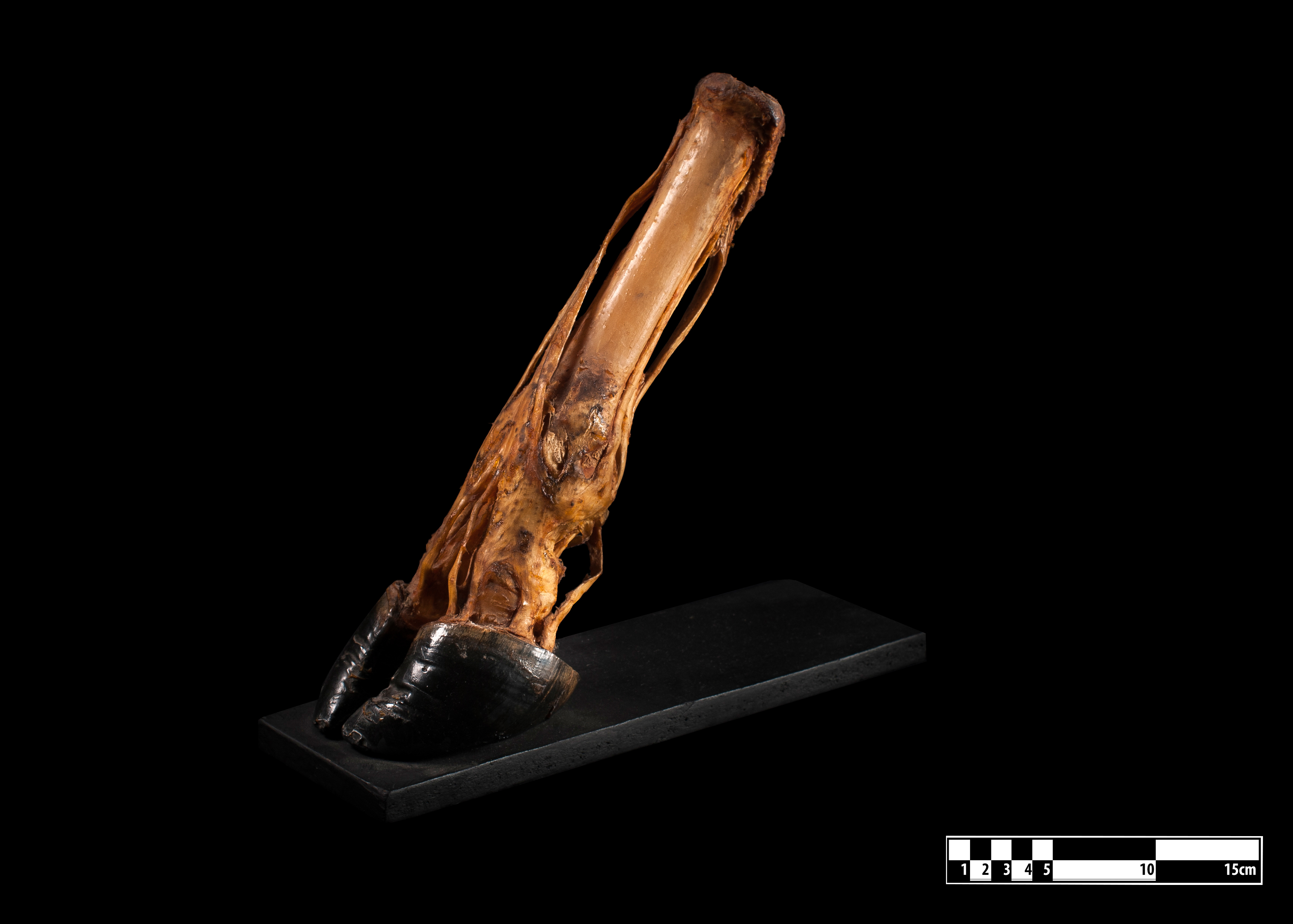